# Gidole
Gidole est une ville du sud de l'Éthiopie, située dans la région du Sud. Elle se trouve à 5° 39′ N, 37° 22′ E et entre 2045 et 2 650 mètres d'altitude. Elle est le centre administratif du woreda spécial de Dirashe.